# Артамонов, Алексей Павлович
Алексе́й Па́влович Артамо́нов (17 февраля 1906 — 22 мая 1994) — композитор, заслуженный деятель искусств РСФСР. Дважды удостоен Ордена Трудового Красного Знамени.

## Биография
Алексей Артамонов родился 17 февраля 1906 года в Новочеркасске.
Родители Алексея Артамонова — Павел Алексеевич Артамонов и Ольга Михайловна были преподавателями Новочеркасского кадетского корпуса. До того, как стать преподавателями в Новочеркасске, они жили в Санкт-Петербурге. Алексей Артамонов учился в этом же учебном заведении до 1919 года. Его отец преподавал военное дело, также хорошо пел, играл на скрипке и фисгармонии. Мать преподавала музыку, сама играла на виолончели и фортепиано. С детских лет Алексей Артамонов занимался с матерью игрой на фортепиано.
В 1917 году Алексей Артамонов становится учеником Новочеркасских музыкальных классов Русского музыкального общества. Из-за гражданской войны он прекращает учебу, и восстанавливает ее лишь в 1920 году. Алексей Артамонов занимался у преподавателя В. И. Бунимовича. В это время Алексей работал концертмейстером — семья жила в сложных финансовых условиях, после того, как отец покинул территорию России из-за революции.
На творческую деятельность Алексея Артамонова повлиял приезд его родственника — дяди его матери — Петра Петровича Фигурова, который с 1918 по 1921 год проживал в городе Новочеркасске. Он был артистом Большого театра, работал вместе с А. Неждановой, Ф.Шаляпиным, Л.Собиновым. В 1922 году семья Артамоновых переехала в Ростов и Алексей Артамонов стал студентом Ростовского музыкально-педагогического института. Преподавателем и директором этого учебного заведения был М. Ф. Гнесин. Он обучал Алексея Артамонова в период с 1922 по 1927 год. Его преподавателем по эстетике была Мариэтта Шагинян, теорию и композицию преподавал Н.Хейфец. Другими преподавателями были Л. Образцов, И. Зелихман, Н. Сперанский, Каменский. Алексей Артамонов занимался у В. Шауба по классу фортепиано.
В 1925 году Алексей Артамонов становится преподавателем в музыкальной школе им. М. Ф. Гнесина и преподает фортепьянный ансамбль, специальное фортепьяно и теоретические предметы. Он пишет романсы. В 1936 году он поступает в театр имени М. Горького. В этот период там работает столичная труппа под руководством Ю. Завадского.
Алексей Артамонов со временем начинает работать дирижером и музыкальным руководителем театра. На сцене театра поставлено больше трех десятков спектаклей, в которых звучит его музыка. Среди них — «Хлеб» В. Киршона, «Мятеж» Д.Фурманова, «Богдан Хмельницкий» А. Корнейчука.
В 1939 году Алексей Артамонов входит в Ростовский союз композиторов, который был недавно создан. Он пишет симфонию «Казачья». Во время войны Алексей Артамонов остается в Ростове. Он начинает работать музыкальным руководителем Театра эстрады и миниатюр и ездит на гастроли — в города Поволжья, Северного Кавказа. Алексей Артамонов до 1949 года работает в Театре эстрады и миниатюр, а после переходит на работу в театр имени М. Горького, где работает заведующим музыкальной частью, композитором и режиссером. С 1958 по 1966 год он работает художественным руководителем и дирижером Ростовской филармонии.
Затем Алексей Артамонов становится работником театра им. М. Горького и начинает работу с драматическими произведениями. Он пишет музыку к «Маскараду» М. Лермонтова, «Учителю танцев» Лопе де вега. В 1957 году «Маскарад» ставит Харьковский академический театр оперы и балета им. Н.Лысенко. На фестивале «Театральная весна» этот спектакль удостоен диплома первой степени.
С середины 1950-х голов Алексей Артамонов ведет класс сочинения в Ростовском училище искусств. Его ученики — Галина Гонтаренко, А.Матевосян, О.Хромушин, В.Дружинин. В 1960 году он становится секретарем Союза композиторов РСФСР и членом правления Союза композиторов СССР.
Умер 22 мая 1994 года.

## Семья
Жена — Евгения Александровна, старший сын Павел — инженер-кораблестроитель, дочь Татьяна — преподаватель.

## Награды
- два ордена Трудового Красного Знамени (1967, 1986);
- заслуженный деятель искусств РСФСР.

## Память
В честь Алексея Павловича Артамонова в городе Ростове-на-Дону названа школа искусств.